# Ulica 27 Grudnia w Poznaniu
Ulica 27 Grudnia w Poznaniu (dawniej: Berlińska) – ulica w centrum Poznania na Osiedlu Stare Miasto. Jej nazwa, wprowadzona w 1945 roku, upamiętnia dzień wybuchu powstania wielkopolskiego (27 grudnia 1918).

## Bieg
Ulica od wschodu rozpoczyna się na skrzyżowaniu z ulicami Ratajczaka i 3 Maja, a następnie biegnie na zachód – w kierunku Okrąglaka. Jej przedłużenie przy wschodnim końcu stanowi południową pierzeję Placu Wolności. Na całej długości jest częścią drogi powiatowej nr 5795P.

## Komunikacja miejska
W ciągu ulicy znajduje się jednotorowa trasa tramwajowa (ruch jednokierunkowy wprowadzono w 1967). Traktem kursują następujące linie tramwajowe na zlecenie Zarządu Transportu Miejskiego:
- dzienne[6]
  -  0 Biblioteka Uniwersytecka 🡢 27 Grudnia – Teatr Polski (linia turystyczna, kursuje od końca kwietnia do października w niedziele i święta)[7]
  -  2 Dębiec PKM 🡢 Ogrody
  -  3 Unii Lubelskiej 🡢 Błażeja
  -  5 Zawady 🡢 Górczyn PKM
  -  13 Starołęka PKM 🡢 Junikowo
  -  20 Biblioteka Uniwersytecka 🡢 27 Grudnia – Teatr Polski (linia turystyczna, kursuje od końca kwietnia do października w soboty i pozostałe dni długich weekendów, pomiędzy świętami)[8]
- nocne[9]
  -  201 Starołęka PKM 🡢 os. Sobieskiego (nie kursuje w nocy z poniedziałku na wtorek)
  -  202 Franowo 🡢 os. Sobieskiego

## Historia

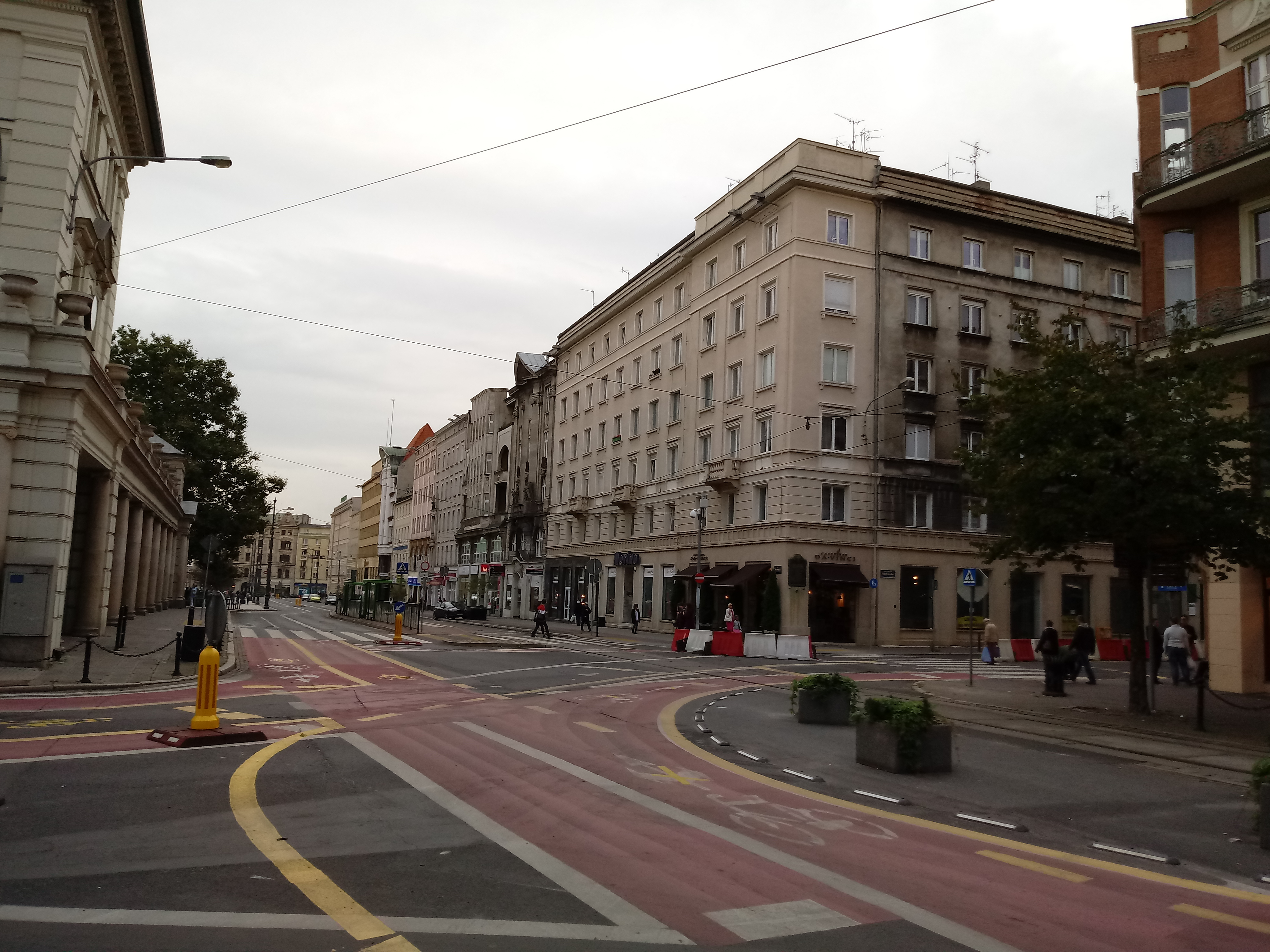
Ulica od zachodu, w rejonie skrzyżowania z ulicami 3 Maja i Franciszka Ratajczaka. W tle widoczny hotel Bazar (2017)

Przebieg ulicy jest równoleżnikowy i biegnie ona wzdłuż południowej skarpy doliny Bogdanki. Teren drogi znajdował się pomiędzy dwoma historycznymi traktami: od południa świętomarcińskim w kierunku Buku, Krosna Odrzańskiego, Gubina i Lipska oraz od północy lokalnym na Jeżyce. Po zajęciu miasta przez Prusaków wytyczono nowe tereny osadnicze dla Poznania. David Gilly w latach 1793-1794 rozplanował założenie tzw. Nowego Miasta. Nowa ulica Berlińska została wytrasowana w miejscu szerokiej, krętej drogi łączącej się wąskim przesmykiem ze Świętym Marcinem, którego funkcje komunikacyjne miała przejąć. Ostatecznie wykonano tylko część projektu i ulica została wytyczona na odcinku od placu Wolności (wówczas Wilhelmowskiego) do ulic Gwarnej i Mielżyńskiego (wówczas Młyńska). Odcinek zachodni (ul. Fredry) wybudowana została w innym, nieco odgiętym na północny zachód przebiegu.
Początkowo zabudowa ulicy (głównie kalenicowa) przebiegała wolno, a nowy Teatr Miejski określano jako położony na peryferiach miasta. Jedynym zachowanym obiektem z tego czasu jest skromna kamienica pod nr 5. Intensyfikacja zabudowy zaczęła się od lat 40. XIX wieku. Najwybitniejszym pod względem architektonicznym obiektem z tego czasu jest kamienica pod nr 9 (lata 1843-1844) wzniesiona dla żydowskich kupców Jaffe. Kilka kamienic o manierystycznej lub neorenesansowej dekoracji zaprojektował Gustav Schultz, m.in. był to jego dom własny (1867) na obecnej ul. Gwarnej 13 (nie istnieje, zastąpił go modernistyczny Dom Książki). Kolejny okres wzmożonych inwestycji rozpoczął się po wojnie francusko-pruskiej (po 1871), kiedy to spłynęły do miasta duże fundusze. W 1872 wytyczono ulicę Kantaka (wówczas Bismarcka) zabudowana monumentalnymi kamienicami, których projektantem był Franz Negendank. W latach 1873–1875 powstał Teatr Polski (projekt: Stanisław Hebanowski), a od 1892 do 1893 wzniesiono dwie kamienice z luksusowymi apartamentami i dekoracjami patriotycznymi (nr 8 i 10) według projektu Zygmunta Gorgolewskiego.
Po 1900 ulica stanowiła już jedną z najważniejszych arterii Poznania. Powstawały tu banki i domy handlowe, a stylowo królowała secesja. Ostatnią dużą realizacją przed I wojną światową był Bank Cukrownictwa w miejscu dawnej kamienicy Seidemanna (po II wojnie, w jego miejscu stanął Okrąglak według projektu Marka Leykama).
Po zakończeniu I wojny nie zaszły w zabudowie zasadnicze zmiany. Doszło natomiast do zmiany nazwy, na cześć dnia wybuchu powstania wielkopolskiego. Poważne szkody przyniosła II wojna światowa. Podczas bitwy o Poznań w 1945 w gruzach legły budynki pod numerami: 1, 2, 3, 6, 7, 8/10, 13, 16, 17, 18 i 19, jak również dom Schulza (ul. Gwarna 13). Większość z nich rozebrano (7, 8/10, 13, 16, 17, 18 i 19). Domy pod numerami 1, 3 i 6 uporządkowano prowizorycznie. W latach 40. XX wieku zbudowano nowe kamienice pod numerami 5 i 16, a w latach 60. XX wieku domy handlowe pod numerami 13 i 17/19 i Dom Książki w miejscu kamienicy Schulza. W latach 70. XX wieku podjęto kontrowersyjną decyzję o rozbiórce północnej pierzei ulicy i odsłonięcie gmachu Teatru Polskiego.
W latach 1986 – 1998 ulica była zaliczana do kategorii dróg wojewódzkich.

## Osoby związane z ulicą
- Julius von Minutoli – grafik, autor licznych wizerunków Poznania w XIX wieku, prezydent policji - rezydował przy ulicy,
- Heliodor Święcicki – zamieszkał tu w 1886 i otworzył swoją pierwszą prywatną klinikę położniczą (cztery łóżka)[12],
- Franciszek Liszt, Niccolò Paganini, Henryk Wieniawski – koncertowali w Arkadii.

## Opisane obiekty
Od zachodu:
- Dom Towarowy Okrąglak,
- budynek Domar,
- Teatr Polski,
- były budynek redakcji Gazety Wyborczej,
- pomnik ofiar więzienia śledczego UB,
- Arkadia,
- budynek Banku Włościańskiego,
- Dom Brandtów,
- dawny Dom handlowy Haase & Co.,
- Budynek Oddziału 1 PKO Banku Polskiego,
- Księgarnia św. Wojciecha,
- Hotel Rzymski,
- Bank Rolniczo-Handlowy (1920–1924).